# Jacques Lizène
Jacques Lizène, né le 5 novembre 1946 à Ougrée et mort le 30 septembre 2021 à Liège, est un artiste plasticien, photographe, vidéaste et chanteur belge.  
Autoproclamé « inventeur de l’art nul », il se définit comme  « petit Maître liégeois de la seconde moitié du XXe siècle » et « artiste de la médiocrité, comme art d’attitude ». À travers son œuvre, il ne cesse de produire des « actions » branlantes, inintéressantes, vaguement humoristiques, généralement stupides mais toujours ancrées dans une critique radicale du système artistique.

## Biographie
Jacques Lizène est né le 5 novembre 1946 à la clinique d'Ougrée. En 1962, encouragé par son frère aîné, il entre à l'Académie des beaux-arts de Liège en obtenant, vu son jeune âge, une dérogation.
Artiste du non-sens, caustique, ironique et égotiste, portant sur la société un regard peu complaisant voire destructeur, Jacques Lizène adopte délibérément la posture de l'échec et se définit dès 1964 comme « artiste sans talent » ou encore comme « l'artiste de la médiocrité et de la sans importance, petit maître liégeois (sens péjoratif) de la seconde moitié du XXe siècle ». 
Dès le milieu des années 1960, Lizène, considérant que le principe de création est plus intéressant que l’objet en lui-même, pose une réflexion sur l'idée même de la peinture et de ses limites, travaillant ou déstructurant les supports matériels d'un tableau, cadres, toiles et châssis. Autoproclamé « inventeur de l'art nul», il enchaîne dès lors les « actions » et son propre corps devient le support de la démarche : il le force à se plier dans les limites d'un cadre, se livre à la « sculpture interne » en décidant en 1970 de « subir volontairement [une] stérilisation par vasectomie » — concrétisant son exigence d'improductivité voire de stérilité — ou devient en 1977 son propre tube de couleur en peignant avec ses excréments, choisissant les aliments en fonction de la couleur espérée. La même année, il compte au nombre des cofondateurs du cabaret-théâtre-galerie le Cirque Divers, en Roture à Liège. 
Dans les années 1970, avec le concept de Lotissement et partage de cimaise, Lizène, réfractaire à toute appropriation marchande et refusant souvent d'exposer — quand il ne détruit pas lui-même ses œuvres pour couper court à toute critique —, propose une forme originale de curation en offrant ses propres cimaises à qui le veut, à l'insu des galeristes ou directeurs de musée qui l'invitent à exposer.
Artiste « de l'insuccès [et] du foirage », il recourt également à d'autres supports comme la photographie, la vidéo et le son dans une suite d'actions destinées à ne pas laisser de trace, dans une contestation de la pérennité de l'œuvre d'art. Comme « photographe non photographisant », il fait réaliser par d'autres ses idées parfois accompagnées de supports sonores. En tant que peintre « non doué pour le chant et encore moins pour la musique », il se lance en 1970 comme « chanteur en dessous de tout », décrétant que « plus vous chantez mal, plus il vous faut chanter ». Il participe ainsi en 1979 à l'émission Dérive animée sur la RTBF par Jacques Delcuvellerie, proposant ses Petites chansons médiocres pour cassettophone à placer dans les musées et les galeries d'art composées en 1971 puis, entre 1980 et 1982, à la séquence hebdomadaire Le Minable Music-Hall pour l'émission Radio Titanic, sur la même station, avant de proposer ce Minable Music-Hall sur scène en Belgique et en France. 
Il meurt à Liège le 30 septembre 2021 .

## Expositions personnelles
- 2011 : Jacques Lizène. Désastre jubilatoire. Rapide rétrospective 1964-2011. , Passage de Retz, Paris
- 2009 : Le[s] moi[s] de Lizène[15], Anvers
- 2008 : Antiquités Contemporaines / Hedendaagse Antiek, T'Brandweer, Maastricht (comm : galerie nadjaVilenne) (Nl)
- 2007 : Le Bonheur (comm. Estelle Lescaille), Bruxelles
- 2006 : Arnaud Labelle-Rojoux, Jacques Lizène : "Frontières cordiales". Galerie Nadja Vilenne, Liège (B)
- 2005 : Chapelle du Genêteil, Château-Gontier
- 2004 : Soirée projection, L'art vidéo nul / 1971-2004, Cinéma Le Mercury, Nice

Jacques Lizène, new flemish artist (2003), l'autre génie d'art sans talent, Richard Foncke Gallery, Gent, Belgique
- 2003 : Le Cabaret Schpountz : une carte blanche à Arnaud Labelle-Rojoux en collaboration avec le FRAC PACA, Friche la Belle de Mai, Marseille

Soirée projection / rencontre avec l'artiste (en collaboration avec 251 Nord et Avcan), Palais de Tokyo, Paris
Lizène-le-presque-nul, Galerie Damasquine (en collaboration avec 251 Nord et Avcan), Bruxelles
Galerie Nadja Vilenne, Liège
- 2002 : Naufrage de regard(s), Musée des Beaux-Arts, Brest
- 2001 : Galerie Art : Concept, Paris
- 1998 : Jacques Lizène, "L'inachevé en tentative manquée d'inachèvement". Galerie Nadja Vilenne, Liège (B)

Jacques Lizène, "Remake '98". Quai Voltaire / Caisse des dépôts et consignations, Paris (F) 
- 1997 : Galerie Michel Journiac, Paris : exposition et performances à la salle des expositions Michel Journiac. Placards à tableaux, peintures au caca, sculptures génétiques. Le soir du vernissage : concert de musique à l'envers, et peinture à la matière fécale sur un portrait génétique de Lizène avec les yeux de Harald Szeemann. Le commissariat d'exposition était confié à Antoni Collot, les œuvres provenaient des collections de la Galerie Michel Ray.
- 1990 : Atelier 340, Bruxelles

Zoo Galerie, Nantes
- 1989 : Rapide rétrospective 1964-1980, La Criée, Halle d'art contemporain, Rennes
- 1988 :

Espace 251 Nord, Liège
Jacques Lizène : Artiste de la médiocrité, Galerie Bilinelli, Bruxelles
- 1987 : Galerie Giuliana De Crescenzo, Rome
- 1984 : Espace 251 Nord, Liège

Galerie Bilinelli, Bruxelles
- 1983 : Galerie L'A, Liège

Je n'ai jamais rien vu d'autre de l'Italie, Librairie Varia, Liège
- 1982 : Cirque Divers, Liège
- 1979 : Jacques Lizène, peinture analitique, Palais des Beaux-Arts, Bruxelles
- 1978 : Cirque Divers, Liège
- 1974 : Galerie Yellow Now, Liège
- 1973 : Jacques Lizène : Le perçu et le non-perçu, Galerie Yellow Now, Liège
- 1970 : L'Apiaw, Liège
- 1969 : Galerie Yellow, Liège

## Expositions collectives
- 2005 : The 1970s and The 1980s, Palazzo delle Esposizioni, Rome, Italie (décembre 2005 - mars 2006)

Belgique visionnaire, Palais des Beaux Arts de Bruxelles, projection de 2 vidéos 1979 d'après 1971 et 1982-1983 (cur : Harald Szeemann)
Burlesques contemporains, Musée du Jeu de Paume, Paris
C'est l'été, collection du Frac Aquitaine, Bayonne
- 2004 : Postérieurs, Galerie Martagon, Malaucène

Prêts à prêter, FRAC Paca, Marseille
Projet Cone Sud, exposition itinérante réalisée à partir des Fonds régionaux d'art contemporain Île-de-France et Poitou Charente (Museo de Arte, Lima, Pérou / Centro Cultural Mattucana 100, Santiago du Chili / Museo de arte moderno, Buenos Aires, Argentine/ Museo Nacional de Artes Visuales, Montevideo, Uruguay)
The 1970s and The 1980s, Palazzo delle Esposizioni, Rome, Italie
Poesia totale, StudioBresia Arte Contemporanea, Brescia, Italie
- 2003 : Coconutour, Centre régional d'art contemporain Languedoc-Roussillon, Sète

Le colloque des chiens, OFF Collection - Biennale di Venezia - Part II, Centre Wallonie-Bruxelles, Paris
Chaque minute l'art à Liège change le monde, Quinze regards sur la collection de la Cera Foundation, Mamac, Liège
Pour de vrai ?, Château de Tours
- 2002 : L'humour dans l'art contemporain, Espace Belleville, Paris

La cuite, Galerie Martagnon, Malaucène
Ivresse, Maison de la Devinière, Seuilly
Corps (I et II), Galerie Nadja Vilenne, Liège
- 2001 : La trahison des images - portraits de scènes, Palazzo Franchetti, Venise
- 2000 : Le fou dédoublé, exposition itinérante en Russie, (Nijni Novgorod, Samara, Ekaterinebourg) et en France (château d'Oiron), organisée par Apollonia, cur. : Dimitri Konstantinidis et Jean-Yves Jouannais.
- 1999 : Attention, Galerie Art Concept, Paris
- 1995 : Autres victoires, Château de la Louvière, Montluçon
- 1994 : Hors limites : L'art et la vie 1952-1994, Centre national d'art et de culture Georges-Pompidou, Paris
- 1975 : L'Idée de la couleur, Centre d'arts plastiques contemporains de Bordeaux

## Publications
- Jacques Lizène, Tome III, sous la direction de Jean-Michel Botquin, Éditions l'Usine à Stars / Yellow Now : côté arts, 2009.  (ISBN 978-2-87340-242-6)
- Denis Gielen, Le Vingt-cinquième Bouddha. Conversation avec Jacques Lizène, préface d'Arnaud Labelle-Rojoux, Éditions facteur humain, Bruxelles, 2003.

## Vidéos
- Quelques sequences d'art sans talent (1979)
- Minable music-hall
- Chanson minable (1984)
- Passage pour Pietons (1983)
- Tentative de dressage d'une caméra

### Catalogues
- Jean-Yves Jouannais, L'idiotie, éditions Beaux arts magazine, août 2003, pages 20, 39, 105, 106, 110, 119, 194 et 221,  (ISBN 2-84278-431-6).
- L'humour dans l'art contemporain, édité à l'occasion de l'exposition à l'Espace Belleville, 2001, p. 25.
- Le fou dédoublé, l'idiotie comme stratégie contemporaine, journal de l'exposition, 2000, p. 78-79.
- Infamie, éditions Hazan, 1995, p. 27, 96 & 97
- Hors limites : l'art et la vie 1952-1994, Éditions Centre national d'art et de culture Georges-Pompidou, Paris, 1994, pp; 227-228.
- Jacques Lizène, Éditions Atelier 340, Bruxelles, 1990, p. 320.
- Jacques Lizène. Remakes, Éditions Atelier 340, Galerie Nadja Vilenne et le centre d'art contemporain de Katowice, 2011, p. 136.

### Vidéographie
- [vidéo] « On ne va pas revenir là-dessus », 2006, 39:25 min, Université de Liège (consulté le 10 octobre 2021)
- [vidéo] « Jacques Lizène sur la post-biennale de Venise et la paternité du label « art d'attitude» », 3 octobre 2011, 33 min, FluxNews (consulté le 10 octobre 2021)